# Martin de Córdova et Velasco
Martin de Cordova et Velasco, né vers 1520, et mort en 1604, à Alcaudete, était marquis de Cortès et gouverneur d'Oran de 1575 à 1585.

## Biographie
Il était le troisième fils de Martin Alonso Fernández de Córdoba Montemayor y Velasco et Maria Leonor Pacheco.
Il a participé à la désastreuse expédition de Mostaganem en 1558 où son père a été tué. Martin de Córdoba a été capturé, et emprisonné en tant que esclave chrétien à Alger sous le beylerbey Hassan Pacha, jusqu'à ce qu'il soit échangé contre une rançon de 23 000 escudos.
Il se distingua pour avoir repoussé le grand siège d'Oran et de Mers el-Kébir en 1563. Entre 1575 et 1585, il était gouverneur espagnol d'Oran. Il était également vice-roi de Navarre entre 1589 et 1595.
Il a épousé Jerónima de Navarre et Enríquez du Carra Marquesa de Cortes et est mort en 1604.